# ستيفن هنت (لاعب اتحاد الرغبي)
ستيفن هنت (بالإنجليزية: Steven Hunt)‏ هو لاعب اتحاد الرغبي جنوب أفريقي، ولد في 14 أكتوبر 1988 في بورت إليزابيث في جنوب أفريقيا.